# Оресте Барале
Оресте Барале (італ. Oreste Barale, 4 жовтня 1904, Пеццана — лютий 1983) — італійський футболіст, що грав на позиції півзахисника. По завершенні ігрової кар'єри — тренер.
Виступав, зокрема, за клуби «Ювентус» та «Алессандрія». Дворазовий чемпіон Італії. 

## Ігрова кар'єра
Народився 4 жовтня 1904 року в місті Пеццана. Вихованець футбольної школи клубу «Алессандрія». 
В 1926 році почав виступати в команді «Ювентус». Зіграв в одному матчі сезону 1925/26, тому формально може вважатись чемпіоном Італії того розіграшу. З наступного року і до завершення сезону 1930/31 регулярно грав в основному складі команди на позиції півзахисника. В 1929 році виступав у Кубку Мітропи, коли туринський клуб в 1/4 фіналу поступився чеській «Славії» (1:0, 0:3). 
Ще один чемпіонський титул виграв у 1931 році. Грав у середній лінії з Франческо Рієром і Маріо Варльєном. Влітку в клуб прийшли зіркові півзахисники Луїс Монті і Луїджі Бертоліні, а Барале пішов з команди.
Повернувся до клубу «Алессандрія». Цього разу провів у складі його команди шість сезонів.  Більшість часу, проведеного у складі «Алессандрії», був основним гравцем команди.
Згодом з 1937 по 1942 рік грав у складі команд «Віджевано» та «Канту».
Завершив ігрову кар'єру у команді «Лекко», за яку виступав протягом 1942—1943 років, ставши переможцем Серії С.

## Кар'єра тренера
Розпочав тренерську кар'єру, ще продовжуючи грати на полі, 1940 року, очоливши тренерський штаб клубу «Канту». У сезоні 1942/43 тренував «Лекко». 
Протягом тренерської кар'єри також очолював команди «Мортара», «Монца», «Павія», «Абб'ятеграссо» та «Вербанія Спортіва».
1957 року став головним тренером команди «П'яченца», тренував клуб з П'яченци один рік. Пізнеіше тренував швейцарський клуб «К'яссо».
Останнім місцем тренерської роботи був клуб «Про Сесто», головним тренером команди якого Оресте Барале був з 1961 по 1962 рік.
Помер 1 січня 1983 року на 79-му році життя.

## Статистика виступів

### Статистика виступів у кубку Мітропи
| №                      | Розіграш               | Стадія                 | Дата та місце проведення | Команда 1              | Рахунок | Команда 2      | Голи та інші дії |
| ---------------------- | ---------------------- | ---------------------- | ------------------------ | ---------------------- | ------- | -------------- | ---------------- |
| 1                      | 1929                   | 1/4                    | 23.06.1929, Турин        | Ювентус                | 1:0     | Славія (Прага) |                  |
| 2                      | 1929                   | 1/4                    | 06.07.1929, Прага        | Славія (Прага)         | 3:0     | Ювентус        |                  |
| Всього у кубку Мітропи | Всього у кубку Мітропи | Всього у кубку Мітропи | Всього у кубку Мітропи   | Всього у кубку Мітропи | 2       |                | 0                |

## Титули і досягнення
- Чемпіон Італії (2):

«Ювентус»: 1925-1926, 1930-1931